# Frisii

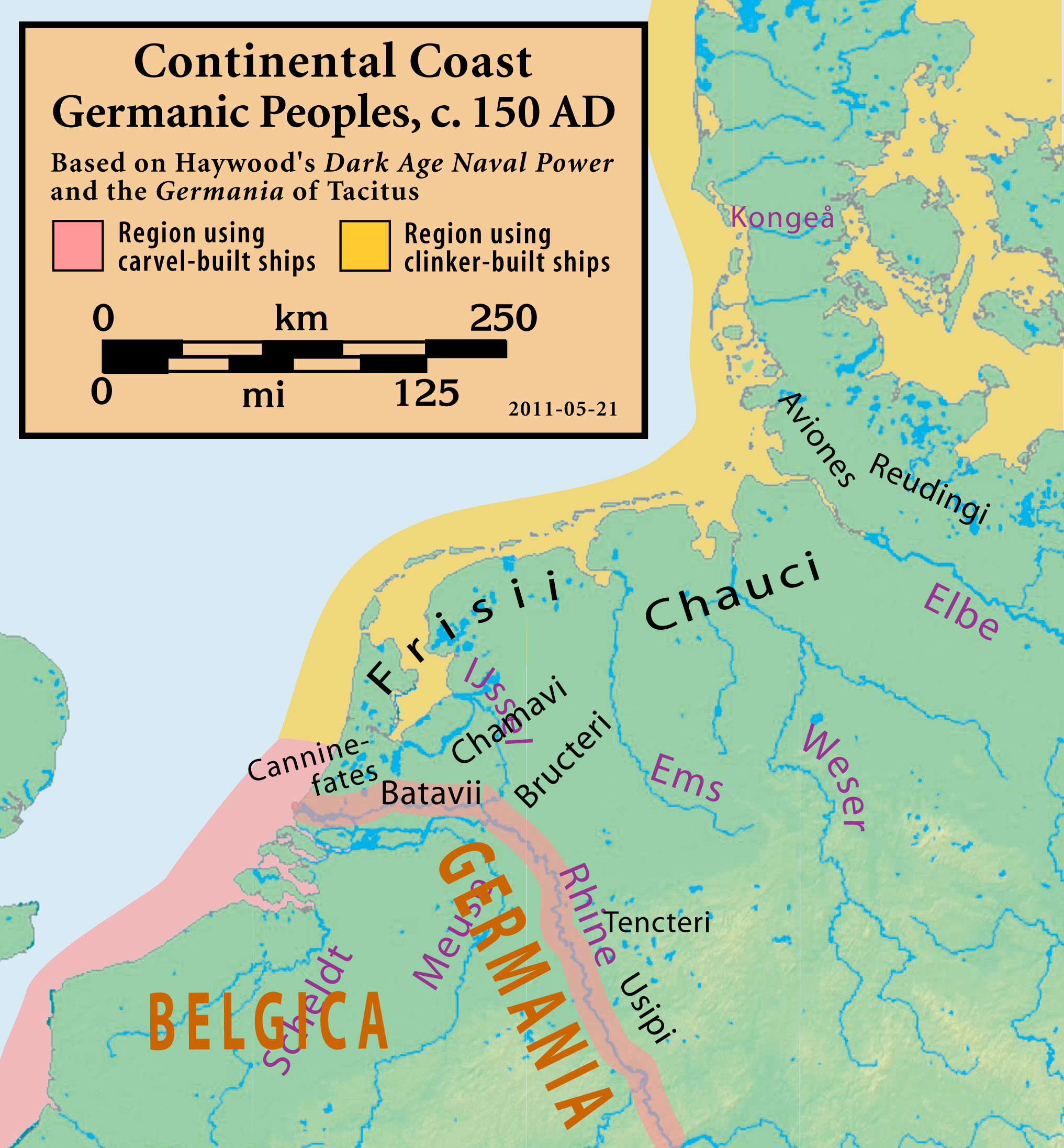
Germaanse volkeren omstreeks 150 n.Chr., geprojecteerd op een moderne kaart

De Frisii waren een volk dat ten tijde van de Romeinen ten noorden van de Rijnmonding leefde. Tacitus onderscheidde twee verwante groepen, namelijk de maiores Frisii (Grote Friezen) en minores Frisii (Kleine Friezen), maar rekende hen ten onrechte tot de Germanen. 
De taal van dit volk was vermoedelijk een vorm van Protogermaans, misschien met Protokeltische invloeden.

## Etymologie
De meningen over de oorsprong van de naam Frisii zijn verdeeld.
Een van de verklaringen gaat uit van de Proto-Germaanse wortel *frisaz ('gekruld. gekroesd'). Het zou dan een verwijzing naar krullige haren kunnen zijn. Vergelijk hierbij het Oudfriese frisle en frēsle (‘haarlok’) en het Engelse frizzle dat eveneens naar ‘krullen’ verwijst.
Andere duidingen gaan uit van *fraisō- 'gevaar', zodat het dan om de stam der 'vreeslozen' zou gaan, dan wel van Proto-Italiaans *priisemo- ‘wat vooraan, aan een uithoek ligt’ of van een Gothische en Oud-Hoogduitse wortel fēra, Proto-Indoeuropees *preis- 'rand', dus 'mensen die aan de rand, aan de kust wonen’. Volgens Menno Dijkstra  was ‘Fries’ daarom een geografisch begrip, gaandeweg kreeg het ook etnische connotaties.
Een andere duiding verbindt de naam met de Proto-Germaanse wortel *frī- ‘eigen, zelf’. Een voorname afleiding hiervan was *frijaz ‘eigen’, waarvan de betekenis zich enerzijds ontwikkelde tot ‘zijn eigen, zelf-beslissend’ (vanwaar ‘ongebonden’ zoals in Nederlands 'vrij'). De naam van de Franken voert terug op het zelfde begrip 'vrij'. Het verdwijnen van de oude Friezen einde derde eeuw uit het terpengebied valt samen met de eerste vermeldingen van de Franken. De classicus Willem J. de Boone heeft in 1954 geprobeerd aan te tonen dat de Friezen een tijdlang deel uitmaakten van het stamverband der Franken.
Een weinig plausibele verklaring gaat uit van laat-Latijn frēsare, klassiek Latijn frendere ‘verbrijzelen’, dat op het graven van greppels zou kunnen wijzen. Hiervan zijn ook het Nederlands werkwoord frezen (1906) en naam van het werktuig frees (1849)  afgeleid. De Romeinen zouden deze naam aan de kwelderbewoners hebben gegeven vanwege het gecultiveerde landschap met de vele sloten en greppels. Problematisch aan deze redenering is echter dat de vulgair Latijnse betekenis van het woord zich pas in de loop der middeleeuwen heeft ontwikkeld.
In de Beowulf worden de termen de termen Friezen, Franken en Hūgas (een andere benaming voor de Franken) min of meer uitwisselbaar gebruikt. De term Hugas (Latijn Hugones, 'de hogen') wordt ook wel verbonden met de naam van de landstreek Humsterland (Hugomarchi) in Groningen, die op zijn beurt verband zou houden met de oudere stamnaam Chauken die etymologisch eenzelfde betekenis heeft. Het stamland van de Franken wordt in Oudnoorse sagen en in de Edda ook wel aangeduid als Hunaland. Duitse ridderromans noemen dit het land der Hunen. De sagen en ridderromans verstonden daaronder soms Westfalen, maar lokaliseerden het gebied ook wel heel ergens anders.

## Geschiedenis

### Onderwerping
In het jaar 12 v.Chr. versloeg Romeins veldheer Nero Claudius Drusus de Frisii en lijfde hen in bij het Romeinse Rijk. Hij legde hun een tribuut op, grotendeels in de vorm van huiden van oerossen, en verplichtte hen tot het leveren van manschappen voor de Romeinse hulptroepen. Het castellum Flevum werd vermoedelijk gebouwd om de Romeinen een veilige doortocht over het Vlie te bieden.

### Opstanden
In 28 n.Chr. kwamen de Frisii in opstand tegen de Romeinen. Volgens Tacitus begon deze opstand omdat de Romeinen onder hun landvoogd Olennius als belasting huiden van de oeros eisten, in plaats van de veel kleinere huiden van het vee van de Frisii. De Romeinen namen als represaille onder andere akkers in en maakten vrouwen en kinderen tot slaaf. Dit leidde tot een opstand. De Frisii en hun bondgenoten hingen een aantal belastinginners op en brachten 900 Romeinen om het leven tijdens de Slag in het Baduhenna-woud.
In 47 n.Chr werden de Frisii opnieuw onderworpen door een strijdmacht die onder leiding stond van de Romeinse generaal Gnaius Domitius Corbulo. Doel was het gebied van de Chauken en de Frisii (tussen Rijn en Eems) te veroveren en hier een civitas Frisionum (hoofdstad van de Frisii, onder Romeinse invloed) in te richten. Het gebied zou daarmee onderdeel van het militaire grensgewest Germania Inferior worden. Hij bouwde naar alle waarschijnlijkheid een militaire vestingplaats (vermoedelijk een castellum, waarvan de locatie onbekend is) om de Frisii in de gaten te houden. Hij had hiervoor de beschikking over twee legioenen, Legio V Alaudae en Legio XV Primigenia. In hetzelfde jaar besloot de Romeinse keizer Claudius I dat de Rijn de grens (Limes) van het Romeinse Rijk zou worden, en de militaire inzet zich moest concentreren op de verovering van Brittannië.
In 54 n.Chr. namen Frisii, op initiatief van Verritus en Malorix, gebied in langs de Rijn. Toen Dubius Avitus hierop dreigde de legioenen in te zetten, stuurde men hen als een delegatie naar Nero om toestemming te vragen dit gebied in bezit te nemen. Die weigerde en beval de Frisii de Rijnstreek te ontruimen, maar de Frisii legden dit bevel naast zich neer. Kort daarop werden ze echter door een plotselinge aanval van ruiterij en hulptroepen verdreven.
In 69/70 n.Chr namen de Frisii deel aan de mislukte Bataafse Opstand, als ondergeschikte partij aan de kant van de Bataafse opstandelingen.
Na de Bataafse Opstand raakte Nederland verdeeld in drie zones. Het zuiden werd geromaniseerd en de inheemse taal werd deels verdrongen door het Latijn. Latijnse leenwoorden slopen de Germaanse en Keltische talen binnen. De lokale bevolking zag zichzelf als bondgenoot van de Romeinen en handelde actief met hen (ze leverden soldaten, voedsel, etc.). Het gebied ten noorden van de rivieren, werd gedemilitariseerd en ontvolkt gehouden. In het gebied ten noorden van het ontvolkte gebied woonden de vrije stammen, waaronder de Frisii. Hier was de Romeinse invloed op de taal betrekkelijk gering, de belastingplicht voor de Frisii ging echter onverminderd door. De romanisatie deed hier slechts minimaal zijn intrede.

### Ondergang van de oude Frisii
Nadat de Romeinse keizer Constantius Chlorus aan het eind van de derde eeuw met succes campagne had gevoerd tegen verschillende Germaanse volkeren, in het Nederrijnse gebied, waaronder de Frisii en Chamaven, beschrijft de Panegyrici Latini (manuscript VIII) dat de Frisii onder Romeinse dwang werden gedwongen om zich als laeti (dat wil zeggen half-vrijen met militaire verplichtingen) op Romeins grondgebied te vestigen. De laatste verwijzing naar de oude Frisii in de bewaard gebleven geschiedschrijving dateert van 297 n.Chr.
De Frisii zijn in de vierde eeuw echter nog wel zichtbaar in archeologische bodemvondsten. De ontdekking van het zogenaamde Tritzum-aardewerk, uniek voor het gebied van de oude Frisii, toont aan dat een aantal Frisii opnieuw werd gehuisvest in Vlaanderen en het Engelse graafschap Kent. Het lijkt erop dat zij deel uitmaakten van de Litus Saxonicum, de Romeinse verdedigingslinie aan beide zijden van het Kanaal die was opgericht tegen de Saksische piraten. Hier waren huursoldaten van verschillende naties (waaronder ook Saksen) gelegerd.

### Muur van Hadrianus
Ruitereenheden van de Frisii waren eveneens gestationeerd langs de Muur van Hadrianus in Noordoost-Engeland, namelijk te Burgh by Sands en in het fort Housesteads bij Bardon Mill; zij waren gerekruteerd de Romeins noordgrens in Brittannië te beschermen tegen de Schotten en de Picten. In het laatstgenoemde fort was in de 3e eeuw een heiligdom ingericht voor de twee Alaisiagae, namelijk hun voorouderlijke godinnen van de overwinning Beda (godin) en Fimmilena. Mogelijk dezelfde godinnen werden onder de namen Boudihillia en Friagabis vereerd door een andere Friese eenheid die de eenheid van Hnaudifridus werd genoemd. Het rekruteren van Germaanse hulptroepen voor de verdediging van Brittannië had een lange voorgeschiedenis en begon niet pas met de legendarische Angelsaksen Hengest en Horsa.
In de Notitia Dignitatum van omstreeks 425 staat de naam van een legeronderdeel Cohors I frixagorum vermeld, dat was gelegerd in het Romeinse fort Vindebala langs de Muur van Hadrianus. Over de betekenis van deze naam bestaat echter discussie, mogelijk werd een Zuid-Duitse stam bedoeld. Daarnaast is was omstreeks 400 sprake van de uitmuntende paarden van de Frigiscos, die samen met de paarden van de rondtrekkende Hunen, Thüringers en Bourgondiërs werden genoemd.
Geleerde auteurs verwarden de Friezen dikwijls met de Frygiërs uit Klein-Azië. Ook is er verwarring mogelijk met de stam der Frexes in Tunesië.

## Oude en nieuwe Friezen
Naar huidige inzichten stammen de tegenwoordige Friezen af van zowel de Frisii waar Tacitus het over heeft, maar ook van landverhuizers uit de 5e en 6e eeuw die de grotendeels verlaten kuststrook van Noord-Nederland en Noordwest-Duitsland opnieuw bevolkten. Archeologisch onderzoek toont aan dat er een zekere mate van continuïteit in de bewoningsgeschiedenis in het Fries-Groningse terpengebied is geweest. Het Hollandse duinengebied en de mondingsgebieden van de Maas en de Oude Rijn, waar later het zwaartepunt van het Friese koninkrijk zou komen te liggen waren ook grotendeels verlaten.
In 1951 stelde de Friese archeoloog Pieter Boeles in zijn boek Friesland tot de elfde eeuw dat de bewijzen voor een ononderbroken bewoningsgeschiedenis ontbreken. Hij wees op de vermenging van Friese en Angelsaksische cultuurelementen. Het begrip "Friezen" had volgens hem sinds de Grote Volksverhuizing vooral een politieke inhoud, en niet zozeer een etnische. De toename van de bevolking na de periode van de Volksverhuizing was volgens hem vooral te danken aan immigratie van Angelen en Saksen, oftewel Angelsaksen, die de 'nieuwe Friezen' vormden.
Publicist Luit van der Tuuk spreekt in zijn populair-wetenschappelijke overzichtwerk De Friezen (2013) liever van een 'bewoningsminimum' tussen 325 en 425, dan van een 'bewoningshiaat', omdat sommige plekken vermoedelijk bewoond zijn gebleven. Er traden desondanks ingrijpende veranderingen op en er vond een culturele omslag plaats. De kleinschalige samenleving was echter groot genoeg om voldoende 'sociale cohesie' te bewaren. Oorspronkelijke kustbewoners kunnen zijn weggetrokken om politieke instabiliteit, misoogsten en pestepidemieën, maar vooral om toenemende wateroverlast. De zeespiegel was gestegen en het aantal stormvloeden nam toe (zie ook het kustinbraakmodel). De bodem verziltte en het gebruik van de kwelders als landbouwgrond werd beperkt. De bevolking trok naar het binnenland of stak mogelijk de Noordzee over. Johan Nicolay gaat op grond van gevonden gouden sieraden uit van twee migratiegolven, de eerste van Angelen en Saksen, de tweede van Juten en Noren. Bij het laatste kan het echter ook om een culturele mode zijn gegaan. 
De herkomst van de kolonisten is niet in alle opzichten duidelijk. Archeoloog Ernst Taayke vermoedt op basis van aardewerkvondsten dat ze vooral uit het gebied van de Duitse Bocht afkomstig waren, met name uit het kustgebied tussen Wezer, Elbe en Eider. Jos Bazelmans wijst er eveneens op dat archeologisch onderzoek heeft uitgewezen dat Noord-Nederland tussen de vierde en zevende eeuw grotendeels onbewoond is geweest. Afgaande op huisconstructie, begraafwijze en materiële cultuur zou de schaarse bevolking van het huidige Holland, Friesland en Groningen in de periode na 425 afkomstig zijn van immigranten uit Noordwest-Duitsland, met name uit Sleeswijk-Holstein. De Duitse filoloog Elmar Seebold denkt eerder aan immigratie van Juten, een zijns inziens Saksische deelstam die oorspronkelijke in het zuidwesten van Denemarken woonde.
DNA-onderzoek lijkt een en ander te bevestigen. Onder de Friese bevolking zijn de Rb1-haploptypen R-U106 en R-L48 die ook in Oost-Engeland veel voorkomen, goed vertegenwoordigd. Daarnaast vinden we hier het Scandinavische haplosubtype R-Z16, dat in Engeland minder gebruikelijk is. Het wachten is op nieuw onderzoek dat ook ouder DNA-materiaal in de vergelijkingen betrekt.
In de Hollandse kuststreek was vermoedelijk geen sprake van massale Angelsaksische immigratie; de kolonisten kwamen eerder uit het achterland. De heerschappij van de Friese koning Radboud en zijn voorgangers steunde kennelijk vooral op een bovenlaag.
In Zeeland was mogelijk wel sprake van nieuwkomers. De oudste bewoners van Zeeland worden in de 7e, 8e en 9e eeuw meermaals Suevi genoemd. Dit kan zijn afgeleid van het woord *saiwjas ('zee-aanwoners'), maar het zou er ook op kunnen wijzen dat een deel van de immigranten behoorde tot een specifieke groep Suevi (namelijk de Nordosuavi of Norsavi) die van de westkust van Sleeswijk-Holstein afkomstig was. De Lex Frisionum van omstreeks 785 rekent heel Zeeland – oftewel het Scheldeland – ten noorden van de baai Sincval tot de Friese gewesten. Van de handelsplaats Witla in de Maasmonding wordt aan het einde van de 7e eeuw gemeld dat hij in het district van de Friezen (in pago Fresinse) lag. De Schelde- en de Maasmonding kwamen vermoedelijk omstreeks die tijd al onder Frankische controle te staan.

## Continuïteit van de naam
Hoe de nieuwe Friezen zichzelf noemden, weten we niet. De schaarse runeninscripties geven daarover geen uitsluitsel.
Tussen de laatste eenduidige verwijzing naar de Frisii en Frisiavones uit de Oudheid in de Lage Landen en de eerste vermelding in de Vroege Middeleeuwen zit een periode van enkele eeuwen. Mogelijk is de term Friesland (Latijn: Frisia) door de Merovingische en later Karolingische koningen geïntroduceerd op basis van oudere Romeinse teksten om de gebieden aan de noordgrens van hun rijk te kenschetsen. Er zijn aanwijzingen dat de nieuwe Friezen in de 6e eeuw als Franken werden beschouwd of in elk geval schatplichtig waren aan de Franken.
De naam van de Friezen duikt voor het eerst weer op in de geschriften van de 6e-eeuwse auteurs Procopius van Caesarea en Venantius Fortunatus. Deze schrijvers maakten net als hun voorvangers veelvuldig gebruik van klassieke bronnen. De context was echter nieuw. Procopius situeert de Phrissones (ϕρισσονϵς) in Engeland, waar ze door hun eigen koning zouden worden geregeerd. Venantius noemt omstreeks 580 de Friezen samen met de Suebi in een lijst van eigentijdse volkeren die door de Frankische koning Chilperik I zouden zijn verslagen. Bij deze Suebi wordt wel gedacht aan de inwoners van Zeeland. Het heiligenleven van Eligius (omstreeks 670) noemt Friezen en Suevi samen met de bewoners van de Vlaamse kuststreek, die kort daarvoor door deze heilige tot het geloof waren gebracht.
In de zogenaamde Frankische volkerenlijst van omstreeks 520 en in de Etymologiae van Isidorus van Sevilla (begin 7e eeuw) worden wel de Saksen, maar nog niet de Friezen genoemd. Ook Gregorius van Tours (ov. 594) en Fredegar (ca. 650) vermelden hen niet. De Geograaf van Ravenna gebruikt rond 700 de vormen Frisones, Frigonum en Frixos, die hier samen met de Saksen, Jutlanders en Denen worden genoemd. Abt Theofridus van Corbie (ov. 690) noemt de Friezen als roemruchte zeerovers.
Ook Ierse lijsten uit de 7e eeuw, die vermoedelijk terug gaan op Frankische bronnen, noemen de Friezen (Freisin of Fresin) in een stafrijm, ingeklemd tussen de Franken en de Longobarden. Hetzelfde rijm wordt later gebruikt in de Beowulf en de Widsith als "Froncum and Frysum" or "mid Froncum … ond mid Frysum". Het moet aan de basis hebben gelegen van de Oudfranse uitdrukking "franc o frison", het Middelnederlandse "frank en vrij" en mogelijk ook het Middelhoogduitse "vrum unde vri", waaruit zich de drinkspreuk "frisch, fro, frey" ontwikkelde.
De naam van de Friezen betreft – zo kunnen we uit het voorgaande afleiden – kennelijk geen inheemse naam, maar een exoniem dat door de immigranten werd overgenomen en zo tot een endoniem werd. Waarom de nieuwe bewoners de naam van hun voorgangers hebben overgenomen en vanaf wanneer ze zichzelf als Friezen gingen betitelen, is onduidelijk. Archeoloog Jos Bazelmans vermoedt dat het ontstaan van een rivaliserend machtscentrum in de Hollandse kustreek onder de Germaanse heerser Radboud en diens voorgangers tot groeiende Frankische belangstelling voor dit gebied heeft geleid en deze naamvorming in de hand heeft gewerkt.
Oudengelse teksten die spreken over de Friezen dateren uit de 9e eeuw, Scandinavische uit de 10e eeuw, Franse en Hoogduitse teksten uit de 12e eeuw. De eerste Oudfriese teksten stammen vermoedelijk uit de 11e of 12e eeuw. Middelnederlandse teksten die spreken over Friezen (als bijnaam en als volksnaam) zijn bekend sinds 1278. Met het gebied dat als Friesland werd betiteld, werd tot ver in de 12e eeuw meestal de Hollandse en Zeeuwse kustreek bedoeld, veel minder vaak het huidige Friesland dan wel Groningen of Oost-Friesland.
Vanaf het midden van de 7e eeuw vestigden zich ook Friese kolonisten in de Deense invloedssfeer, met name op de eilanden Helgoland, Sylt, Föhr en Amrum, aan de Eidermonding en in de marktsteden Ribe en Hedeby. Het latere district Noord-Friesland, dat onder de Deense kroon viel, heette volgens Saxo Grammaticus rond 1200 Klein-Friesland. Sinds wanneer deze benaming gebruikelijk was, is onbekend. Oudnoorse skaldengedichten rekenen de Friezen nog tot het Frankische rijk.
De hagiografie van de heilige Melorius van Cornouailles uit de 11e eeuw, die gebruik maakt van oudere bronnen, vermeldt overvallen rond het jaar 500 door Friese piraten (Frixones), die zich toen in Cornwall ophielden. Deze Friezen zouden de kusten van het Kanaal onveilig hebben gemaakt, voordat ze in Frankische dienst traden en zich in Bretagne vestigden. Andere kronieken hebben het over Denen en Goten. Het is verleidelijk hierbij aan de Phrissones te denken, die tijdgenoot Procopius in Engeland situeert. De vermeende naam van de Friese leider Corsoldus, die de stad Corseul zou hebben gesticht, is echter ontleend aan een ouder Romeins-Keltisch etnoniem. Corsoldus en zijn vrouw Aletha werden later personages uit de Arthur-romans; hun levensverhaal wordt naverteld in 14e-eeuwse Chronicon Briocense.
De Ierse sage van Tadc mac Céin uit het 15e-eeuwse Book of Lismore vertaalt eveneens over slavenrovers uit het land der Fresen, dat zich niet ver van een eiland vol reusachtige schapen en zeevogels zou bevinden. Of deze sage, net als veel ander Iers materiaal, is gebaseerd op oudere motieven, is niet bekend.

## Mare fresicum
De naam Mare fresicum ('Friese Zee') was volgens Adam van Bremen gebruikelijk voor de Noordzee. In Schotland werd deze naam gebruikt om de zeearm Firth of Forth aan te duiden. In de 16e eeuw noemde men ook de Zuiderzee wel Vriesche Zee.

## Voetnoten
1. ↑  Tacitus: Annales IV. Gearchiveerd op 3 maart 2023.
2. 1 2  Jan de Vries, Nederlands Etymologisch Woordenboek, Leiden 1997, p. 176 (trefwoord: Fries).
3. ↑  P.A.F. van Veen en N. van der Sijs, Etymologisch woordenboek: de herkomst van onze woorden, 2e druk, Utrecht/Antwerpen 1997, trefwoord Fries.
4. ↑  Menno Dijkstra: Rondom de mondingen van Rijn & Maas: landschap en bewoning tussen de 3e en 9e eeuw in Zuid-Holland, in het bijzonder de Oude Rijnstreek, Sidestone Press, 2011, pp. 377.
5. ↑  Namen van Nederlandse stammen: Frisii. Gearchiveerd op 3 juni 2023.
6. ↑  FRANK - (BN. VRIJ; ZN. VOLKSNAAM)
7. ↑  Willem Jan de Boone, De Franken van hun eerste optreden tot de dood van Childerik, dissertatie, Groningen 1954 (zie de Inleiding, p. 7-11).
8. ↑  Krogmann, Willy  (1964). Der Name der Friesen. Us Wurk  13: 18-42, met 'Nachtrag' in: Us Wurk 25 (1976), p. 70-72.
9. ↑  Publius Cornelius Tacitus, Annales boek IV, 72-73. Ook digitaal beschikbaar op www.thelatinlibrary.org. Gearchiveerd op 3 maart 2023.
10. ↑  Encarta-encyclopedie Winkler Prins (1993-2002) s.v. Corbulo, Gnaeus Domitius. Microsoft Corporation/Het Spectrum.
11. ↑  William Henry TeBrake, Medieval Frontier: culture and ecology in Rijnland, 1985, p. 96-97.
12. ↑  Danny Gerrets, 'The Anglo-Frisian Relationship Seen from an Archaeological Point of View', in: Volkert F. Faltings, Alistair G.H. Walker en Ommo Wilts (red.), Friesische Studien II: Beiträge des Föhrer Symposiums zur Friesischen Philologie vom 7. 8. April 1994, Odense 1995, p 119-128.
13. ↑  L. Alcock, Arthur's Britain, 1971, p. 94
14. ↑  Norbert Wagner, 'Zum 'g' in Frigones 'Friesen' beim Geographus Ravennas und ähnlichen Fällen', in: Historische Sprachforschung / Historical Linguistics 121 (2008), p. 229-223.
15. ↑  Annet Nieuwhof, , 'Anglo-Saxon Immigration or Continuity? Ezinge and the Coastal Area of the Northern Netherlands in the Migration Period', Journal of Archaeology in the Low Countries 5 (2013), p. 53–83. Dez., ‘De lege vierde eeuw’, in: Dez. (red.), Van Wierhuizen tot Achlum. Honderd jaar archeologisch onderzoek in terpen en wierden, Groningen 2018, p. 83–98 (= Jaarverslagen van de Vereniging voor Terpenonderzoek, 98) The Frisians and their Pottery Social Relations before and after, by Annet Nieuwhof RUG 2021.
16. ↑  Luit van der Tuuk, De Friezen, 2013, p.75,76
17. ↑  Johan A.W Nicolay, 'Een koninklijk machtscentrum in vroegmiddeleeuws Friesland? De inter-pretatie van goudvondsten uit de late zesde en vroege zevende eeuw na Chr.’, in: De Vrije Fries 86  (2005), p. 33-94, hier p. 71-85.
18. ↑  Knottnerus en Nijdam, 'Koning voor eens en altijd', p. 14-19.
19. ↑  Bazelmans, 'The Case of the Frisians', p. 325 (hierals PDF).
20. ↑  Elmar Seebold, 'Die Friesen im Zeugnis antiker und spätantiker Autoren', in: Horst Haider Munske et al. (red.), Handbuch des Friesischen, Tübingen 2001, p. 479-486. Dez., 'Die Herkunft der Franken, Friesen und Sachsen', in: Ernst Taayke et al. (red.), Essays on the Early Franks, Eelde 2003, p. 24-34.
21. ↑  Knottnerus en Nijdam, 'Koning voor eens en altijd' (2020), p. 20.,
22. ↑  Menno Dĳkstra & Jan de Koning, ‘”All quiet on the Western Front?” The Western Netherlands and the "North Sea Culture" in the Migration Period’, in: John Hines & 'Nelleke IJssennagger (red), Frisians and their North Sea Neighbours. From the Fifth Century to the Viking Era, Woodbridge 2017, p. 53-73.
23. ↑  Maurits Gysseling, Toponymisch Woordenboek van België, Nederland, Luxemburg, Noord-Frankrijk en West-Duitsland (vóór 1226), Brussel 1960, dl. 2, p. 1099. Donald A. White, Litus saxonicum: The British Saxon Shore in Scholarship and History, Madison, WI 1961, p. 70-71. De Widsith noemt de Swæfe aan de Eidermonding, waar zij de plek van de Angelen zouden hebben ingenomen.
24. ↑  Gilles de Langen en Hans Mol, 'Landscape, Trade and Power in Early-Medieval Frisia', in: John Hines & Nelleke IJssennagger (red.), Frisians of the Early Middle Ages, Woodbridge en Rochester, NY 2021, p. 79-136. Dez., 'Koning Redbad en zijn bewegingsruimte', in: De Vrije Fries 100 (2020), p. 28-42, hier po. 37-38.
25. ↑  Jantina Helena Looijenga, History, Archaeology and Runes: Runes around the North Sea and on the Continent AD 150 - 700. Texts and Context, Groningen 1997, ISBN 90-6781-014-2.
26. ↑  Bazelmans, 'The Case of the Frisians', p. 332-333 (hierals PDF).
27. ↑  Lanting & Van der Plicht, 'Romeinse Tijd en Merovingische Periode', p. 77-78.
28. ↑  Dit betreft een lijst van 72 volkeren van de wereld, opgenomen in Auraicept na n-Éces en In Fursundud aile Ladeinn, verder het gedicht Cú-cen-máthair van Luccreth moccu Chiara.
29. ↑  Knottnerus en Nijdam, 'Koning voor eens en altijd', p. 18. De Widsith noemt in éen adem tevens de Frumtingum. Volgens Kemp Malone (ed.), Widsidth, 1962, p. 152, worden hiermee de aanhangers van koning Framta van de Sueven in Spanje bedoeld, waarvan de naam kennelijk in het rijmschema past. Vgl.  ook Proto-Germaans *frumingaz 'allereersten', waaruit Middelhoogduits vrom.
30. ↑  P.A.F. van Veen en N. van der Sijs (1997), Etymologisch woordenboek: de herkomst van onze woorden, 2e druk, Utrecht/Antwerpen 1997, trefwoord: Fries.
31. ↑  Bente Sven Majchczack, 'Recent Developments in Early-Medieval Settlement Archaeology: The North Frisian Point of View', in: John Hines & Nelleke IJssennagger (red.), Frisians of the Early Middle Ages, Woodbridge en Rochester, NY 2021, p. 171-202. Zie ook de discussie met kritische vragen van Johan Nicolay op p. 193-196.
32. ↑  André-Yves Bourgès, Le dossier hagiographique de Saint Melar. Prince et martyr en Bretagne armoricaine (textes, traduction, commentaires), Landévennec 1997, 2e dr. 2022, p. 80. Guido Codecasa, Alla ricerca della Storia Gottfried von Straßburg e il suo “Tristano e Isotta”, Milaan 2017 (I Quaderni dell'Eclettico, nr. 4).
33. ↑  Caroline Brett, Brittany and the Atlantic Archipelago, 450–1200. Contact, Myth and History, Cambridge 2022, p. 201-202. Brett wijst er echter op dat de identificatie van personen met plaatsnamen teruggaat op een literaire mode die terug gaat op de 12e-eeuwse schrijver Geoffrey van Monmouth.
34. ↑  H.T.J. Miedema, 'Mare fresicum: de Noordzee?', in: Naamkunde 8 (1976), p. 87-92.

Alemannen · Ambivarieten · Ambronen · Ampsivaren · Angelen · Angrivariërs · Asdingen · Baemi · Bajuwaren · Bastarnen · Bataven · Bourgondiërs · Bructeren · Cananefaten · Chamaven · Chasuarii · Chatten · Chattuarii · Chauken · Cherusken · Cimbren · Cugerni · Dulgubnii · Fosi · Franken · Frisii · Gepiden · Goten · Harii · Helisiërs · Hermunduren · Herulen · Juten · Lakringen · Lemoviërs · Longobarden · Lugiërs · Manimiërs · Marcomannen · Marobudui · Marsi · Mattiakken · Naharvalen · Nemeten · Nerviërs · Ostrogoten · Quaden · Rugiërs · Saksen · Semnonen · Silingen · Sitones · Skiren · Sueben · Sugambren · Suiones · Tencteren · Teutonen · Toxandriërs · Triboken · Tubanten · Tudri · Tungri · Ubiërs · Usipeten · Vandalen · Vangionen · Visigoten · Volcae · Warnen
Germani cisrhenani:
Caerosi · Condrusi · Eburonen · Paemani · Segni
Stamverenigingen:
Herminones · Ingvaeones · Istvaeones